# Zouheir Hory
Zouheir Hory (arab. زهير هوري; ur. 15 marca 1966) – syryjski zapaśnik walczący w stylu klasycznym. Olimpijczyk z Seulu 1988, gdzie odpadł w eliminacjach w kategorii 68 kg. Wicemistrz igrzyskach śródziemnomorskich w 1987 roku.

## Turniej wSeulu 1988
| Konkurencja         | Walki                    | Walki                    | Walki                 | Klas. końcowa         |
| Konkurencja         | Przeciwnik I             | Przeciwnik II            | Przeciwnik III        | Miejsce               |
| ------------------- | ------------------------ | ------------------------ | --------------------- | --------------------- |
| styl wolny do 68 kg | Herminio Hidalgo (PAN) L | Francisco Barcia (ESP) W | Morten Brekke (NOR) L | odpadł w eliminacjach |